# Scenska muzika
Scenska muzika je izraz koji u najširem smislu označava muziku koja se komponuje za potrebe pozorišne predstave, televizijske emisije, radio emisije, filma ili video-igre, odnosno bilo kakvog medija koji po svojoj prirodi nije muzički. Za filmsku muziku se ponekad koristi izraz saundtrek.
Scenska muzika prije svega služi kao svojevrsna ’podloga’ ili katalizator radnje, odnosno stvara atmosferu u dramskom djelu. Najčešći je primjer duboki, ’mračni’ ton koji sugeriše opasnost koja vreba protagoniste.
Scenska muzika ima dugu i bogatu istoriju; prvi zapisi o njoj datiraju iz vremena grčke tragedije. Neka od najpoznatijih djela klasične muzike su nastala kao scenska muzika za dramska djela, od čega je možda najpoznatiji primjer podloga koju je Edvard Grig komponovao za Ibsenovu dramu Peer Gynt.
Scensku muziku ne treba miješati s muzikom koja je napisana za muzičko-scenska djela, kod kojih muzika predstavlja integralni dio cjeline (opera, opereta, mjuzikl).

## Literatura
- Harris, Steve. Film, Television, and Stage Music on Phonograph Records: a Discography. Jefferson, N.C.: McFarland & Co., 1988.  0-89950-251-2

## Spoljašnje veze
- The Foresters Web Opera – Score by Sir Arthur Sullivan for a play by Alfred, Lord Tennyson, with additional music arranged by persons unknown. Available online in an extremely complete state, down to the shortest trumpet fanfare, and thus an extremely useful example of Victorian incidental music.